# Anormenis albina
Anormenis albina är en insektsart som först beskrevs av Melichar 1902.  Anormenis albina ingår i släktet Anormenis och familjen Flatidae. Inga underarter finns listade i Catalogue of Life.